# Antonio Morri
Antonio Morri (Faenza, 11 dicembre 1793 – San Pier Laguna, 21 dicembre 1868) è stato un letterato, glottologo e lessicografo italiano.

## Biografia

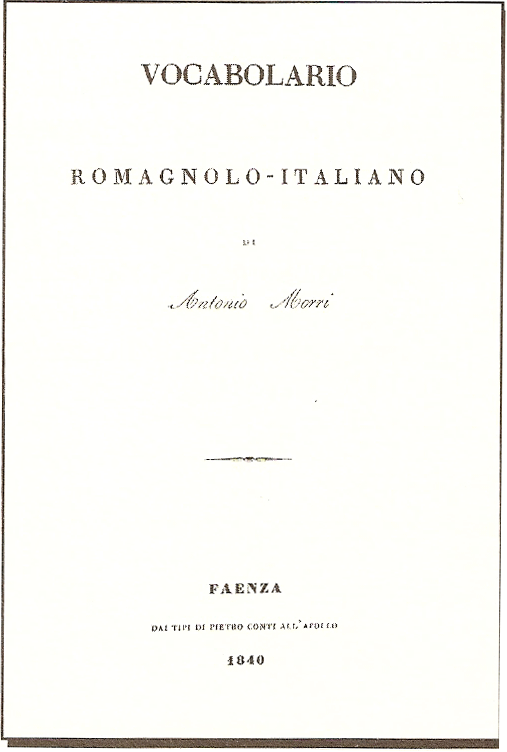
La prima edizione del Vocabolario romagnolo-italiano

Antonio Morri studia presso il seminario di Faenza e in seguito si trasferisce a Roma per studiare giurisprudenza, ma non completa gli studi.
Tornato a Faenza si arruola nell'esercito di Napoleone e prende parte alla Campagna di Russia, cadendo prigioniero degli austriaci a Dresda nel 1813.
Dopo il 1815 si dedica prevalentemente agli studi letterari. In questi anni, stimolato anche dal saggio Usi e pregiudizj dei contadini della Romagna di Michele Placucci (testo considerato il primo esempio in Italia di studi sul folclore, rivaluta l'importanza linguistica del romagnolo; redige così l'opera per la quale è maggiormente famoso, il Vocabolario romagnolo-italiano, pubblicato nel 1840.
Successivamente torna a occuparsi di politica, entrando a far parte della Magistratura Comunale nel 1849, ma dal 1852 si dedica interamente agli studi letterari, svolgendo l'attività di insegnante di belle lettere.
Attorno al 1860, o negli anni immediatamente successivi, Morri viene incaricato da Luigi Luciano Bonaparte di eseguire la traduzione in dialetto faentino del Vangelo di San Matteo. La traduzione viene consegnata al Bonaparte non dopo il 1863, ma fu pubblicata solo nel 1865, a Londra.
Nel 1863 Morri pubblica un'edizione ridotta del vocabolario, il Manuale domestico-tecnologico di voci, modi, proverbi, riboboli, idiotismi della Romagna. L'opera, che esce in formato tascabile, è pensata per un utilizzo scolastico.
Negli ultimi anni di vita si ritirò nella sua villa di San Pier Laguna, nella campagna faentina, dove morì nel 1868.

## Opere
- Vocabolario romagnolo-italiano, Faenza, dai tipi di Pietro Conti all'Apollo, 1840 (versione digitalizzata)
- Manuale domestico-tecnologico di voci, modi, proverbi, riboboli, idiotismi della Romagna e loro corrispondente italiano, Persiceto, Tip. Giambattistelli e Brugnoli, 1863
- Il vangelo di S. Matteo, volgarizzato in dialetto romagnuolo faentino dal sig. Antonio Morri, Londra, 1865